# Grigori Potanine
Pour les articles homonymes, voir Potanine.
Grigori Nikolaïevitch Potanine (en russe : Григорий Николаевич Потанин, né le 22 septembre 1835 (4 octobre dans le calendrier grégorien) dans l'oblast d'Omsk, mort le 30 juin 1920 à Tomsk, est un ethnographe et botaniste russe. C'est un pionnier de l'exploration de l'Asie centrale de l'époque victorienne et il est le premier à avoir catalogué plusieurs plantes indigènes à cette région. En Russie, Potanine est un auteur et militant politique impliqué dans la cause du séparatisme sibérien.
Il était marié à Aleksandra Potanina, elle aussi exploratrice.

## Postérité
Il a laissé son nom à la rue Potaninskaïa à Novossibirsk (Russie), au glacier Potanine en Mongolie, et à l'astéroïde (9915) Potanin.
Le cratère vénusien Potanina est quant à lui nommé d'après sa conjointe, Aleksandra Potanina.